# سوسپیریا (فیلم ۲۰۱۸)
سوسپیریا (به انگلیسی: Suspiria) یک فیلم ترسناک فراطبیعی به کارگردانی لوکا گوادانینو و نویسندگی دیوید کاجگانیچ است که به عنوان نسخه بازسازی شده فیلمی به همین نام و به کارگردانی داریو آرجنتو محصول سال ۱۹۷۷ به‌شمار می‌رود. از بازیگران آن می‌توان به داکوتا جانسون، کلویی گریس مورتس، میا گاث و تیلدا سوینتن اشاره کرد. جسیکا هارپر هنرپیشه نسخه اصلی فیلم نیز حضور افتخاری در نقش شخصیتی متفاوت دارد. این فیلم بیانگر داستان دختر جوانی‌ست که برای حضور در یک آکادمی معروف به برلین می‌رود و به مرور متوجه اتفاقات شوم این آکادمی می‌شود.
نمایش افتتاحیه سوسپیریا در ۱ سپتامبر ۲۰۱۸ و در طی هفتاد و پنجمین دوره جشنواره بین‌المللی فیلم ونیز بود. این فیلم در ۲۶ اکتبر ۲۰۱۸ توسط آمازون استودیوز در لس‌آنجلس و نیویورک به صورت محدود اکران شد. فیلم ۸ میلیون دلار در سراسر جهان فروش کرد در حالی که ۲۰ میلیون دلار بودجه ساخت آن بوده است، و تبدیل به بمب گیشه شد. در این فیلم تقریبا هیچ شخصیت مردی بازی نکرده است و تمام بازیگران زن هستند.

## بازیگران
- داکوتا جانسون در نقش سوزی بنیون
- کلویی گریس مورتس در نقش پاتریشیا هینگل
- میا گاث در نقش سارا سیمز
- تیلدا سوئینتن در نقش مادام بلان
- اینگرید کاون در نقش خانم ونداگاست
- النا فوکینا در نقش اولگا ایوانوا
- سیلوی تستود در نقش خانم گریفیث
- آنگلا وینکلر در نقش خانم تنر
- مائوگوشا بلا در نقش خانم بانیون / مرگ
- جسیکا هارپر در نقش آنکه مایر
- فابریتسیا ساکی در نقش پاولا
- آلک وک در نقش دوشیزه میلیوس